# Jan Szyszko

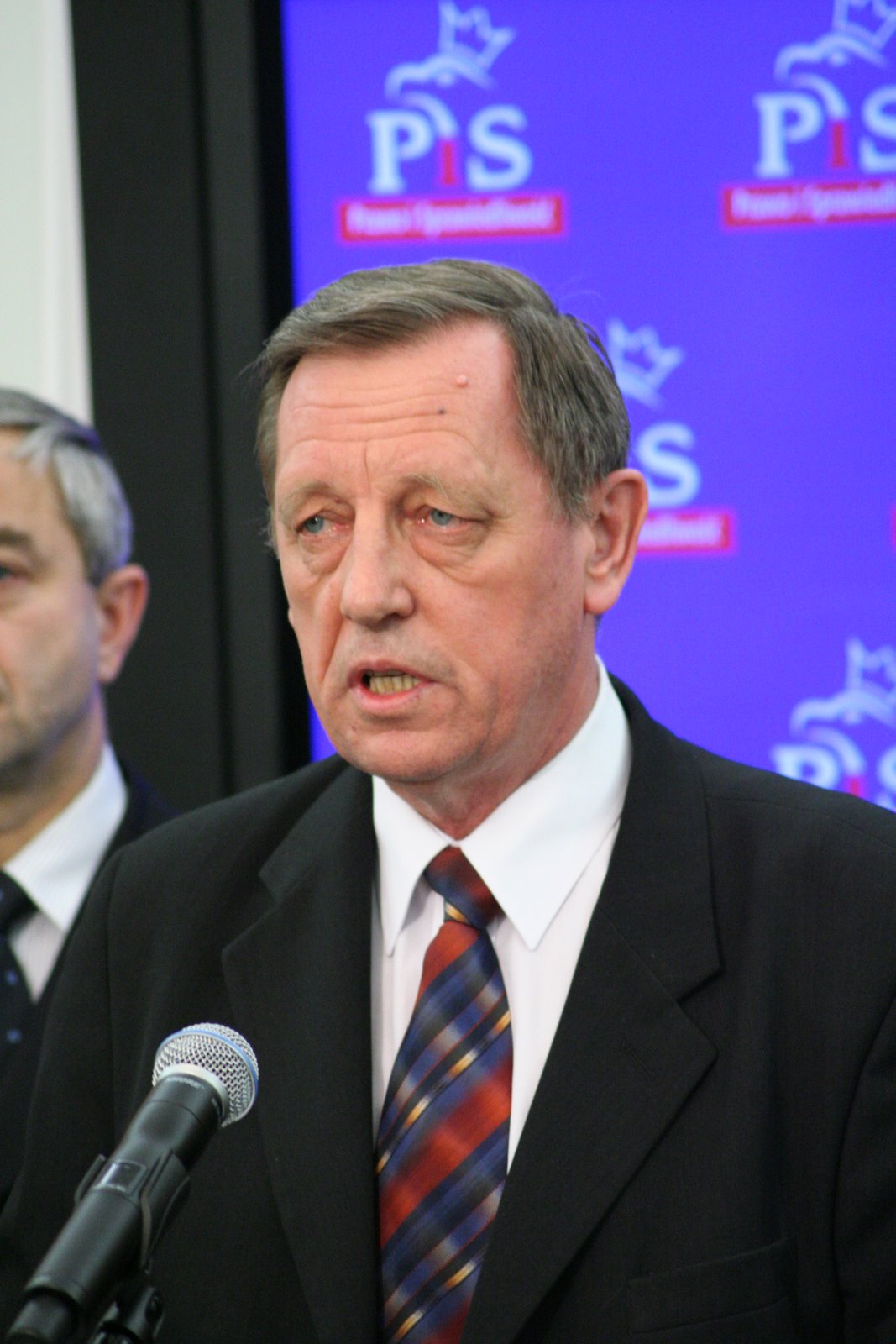
Jan Szyszko (2008)

Jan Feliks Szyszko anhörenⓘ (* 19. April 1944 in Warschau; † 9. Oktober 2019) war ein polnischer Forstwissenschaftler, Hochschullehrer, Professor, Politiker sowie Abgeordneter des Sejm in der 5., 6., 7. und 8. Wahlperiode.

## Leben

### Ausbildung und Beruf
1966 absolvierte Szyszko sein Studium an der Forstfakultät der Warschauer Naturwissenschaftlichen Universität. An der Universität erhielt er auf dem Gebiet der Forstwirtschaft den Doktorgrad und die Habilitation. Überdies fungierte er dort als wissenschaftlich-didaktischer Mitarbeiter und übte außerdem Leitungsfunktionen aus. Im Jahr 2001 erhielt Szyszko den Professorentitel.
Zwischen 1993 und 1994 bekleidete er den Vorsitz der Zentralen Nationalparkverwaltung (polnisch Krajowy Zarząd Parków Narodowych). Er war Mitglied im Ökologieausschuss der Polnischen Akademie der Wissenschaften und hielt zusätzlich Vorlesungen an der Hochschule für Sozial- und Medienkultur in Toruń.
Szyszko war Autor von über 100 wissenschaftlichen Publikationen, die sich mit der Regeneration von Wäldern, dem Verbrauch natürlicher Ressourcen zur Wirtschaftsentwicklung und der Populationsdynamik widmen. Zudem bot er eine private Forschungseinrichtung für Studenten an. In seinen Untersuchungen verwendete er Laufkäfer als Bioindikator und konnte darüber hinaus eine neue Art des Flinkläufers entdecken. Seine Privatsammlung beherbergt über 50.000 Insekten, worunter sich über 1.000 verschiedene Arten des Laufkäfers befinden. Szyszko war Mitbegründer und Vorsitzender des Verbandes für die nachhaltige Entwicklung Polens (polnisch: Stowarzyszenie na Rzecz Zrównoważonego Rozwoju Polski).

### Politik
Ende der 80er Jahre war er Mitglied im Präsidium des Städtischen Nationalrats von Wesoła (polnisch: Prezydium Miejskiej Rady Narodowej). Nach dem Entstehen gemeindlicher Selbstverwaltungen (polnisch: Samorząd gminny) im Jahr 1990 wurde Szyszko in den Gemeinderat von Wesoła gewählt. Ab 1991 war er in der Zentrumsallianz tätig und wurde 1996 stellvertretender Vorsitzender in deren Parteivorstand. Während der Präsidentschaftswahl 1995 war er Wahlstabsleiter von Adam Strzembosz, der seine Kandidatur im Nachhinein jedoch verwarf. Bei der Parlamentswahl 1997 kandidierte er vergeblich für die AWS zum Sejm.
Er war in den Jahren 1997 bis 1999 Umweltminister im Kabinett Buzek. Daraufhin wechselte er als Staatssekretär in die Kanzlei des Ministerpräsidenten (polnisch: Kancelaria Prezesa Rady Ministrów). Er vertrat die Regierung bei der Klimarahmenkonvention und war Präsident der fünften UN-Klimakonferenz. Die PiS-Partei nominierte ihn mit Erfolg für das Staatstribunal (2001–2005); seit 2001 gehörte er der PiS an. Im Rahmen der Parlamentswahl 2001 verfehlte er mit 4.108 erhaltenen Wählerstimmen ein Abgeordnetenmandat. Zu der turnusgemäßen Wahl im Jahr 2005 wurde dieser erstmals mit 7.042 Stimmen in den Sejm gewählt. In den Regierungen Marcinkiewicz und Kaczyński führte er von 2005 bis 2007 das Amt des Umweltministers aus. 2007 erfolgte mit 15.623 Wählerstimmen seine Wiederwahl in den Sejm. Während der Legislaturperiode war er Mitglied in den Ausschüssen für EU-Angelegenheiten und Umweltschutz. Bei der Sejmwahl 2011 konnte wieder ein Mandat (13.636 Stimmen) erzielt werden. Auch mit der Parlamentswahl 2015 war Szyszko mit einem Wählerzuspruch von 15.015 Stimmen Volksvertreter in der unteren Parlamentskammer. Am 16. November 2015 ernannte ihn die Premierministerin Beata Szydło (Kabinett Szydło) zum Umweltminister. Er wurde am 9. Januar 2018 aus der Nachfolgerregierung Morawiecki entlassen.

## Kontroversen
Im Juli 2006 erteilte Szyszko einen Umweltverträglichkeitsbeschluss (polnisch: Decyzja o środowiskowych uwarunkowaniach) für die Umgehungsstraße Augustów, obwohl Teile des geplanten Straßenverlaufs mit dem Naturschutzgebiet um den Fluss Rospuda kollidierten. Die Entscheidung rief Kritik bei Umweltaktivisten, Wissenschaftlern, der EU und innerhalb der Bevölkerung hervor.
Ökologen kritisierten Szyszko wegen der Zustimmung, den Hiebsatz im Forstbezirk Białowieża zwischen 2012 und 2021 von ursprünglich 63.471 auf 188.000 Kubikmeter Holz zu erhöhen. Der Minister begründete seine Entscheidung mit der Ausbreitung des Buchdruckers. Es würden immer noch mehr Bäume heranwachsen und der Białowieża-Nationalpark an sich bleibe unangetastet. Im Mai 2016 entließ Szyszko 32 von 39 Experten, die sich gegen die Abholzungen ausgesprochen hatten.
Weitere Kritik erfuhr der Umweltminister wegen einer Liberalisierung eines Baumfällungsgesetzes, das zum 1. Januar 2017 in Kraft getreten war. Privatgrundstückbesitzer mussten demnach für die Fällung keine Behörden-Erlaubnis mehr einholen, sofern kein gewerblicher Zweck vorherrschte. Nach Protesten wurde das Gesetz erneut novelliert.
Szyszko geriet des Öfteren in die Kritik, da er neben seiner Ministerfunktion auch Jäger war.

## Auszeichnungen
- Dr. honoris causa – Leuphana Universität Lüneburg, Deutschland;[21]
- Ehrenbürger von Wieluń und Krościenko nad Dunajcem
- bekam im Jahr 2008 den „Wissenschaft für den Frieden“-Preis (benannt nach Ettore Majorana), der unter anderem durch die Päpstliche Akademie der Wissenschaften vergeben wird.[22]